# Mariola Sirakova
Mariola Sirakova, (Kilifarevo, 14 de agosto de 1904- 2 de junio de 1925)  fue una partisana anarquista y antifascista búlgara. Miembro de la Cheta anarcocomunista de Kilifarevo , participó en la resistencia al gobierno fascista de Aleksandar Tsankov . Fue arrestada al intentar escapar del país y ejecutada por la Organización Revolucionaria Interna de Macedonia (ORIM).

## Biografía
Sirakova nació en Kilifarevo el 14 de agosto de 1904, hija del jefe de distrito de Veliko Tarnovopertenecía a una familia de clase alta. Durante sus años escolares, dedicaba su tiempo libre a actuar en una compañía de teatro local, donde conoció por primera vez las ideas del anarquismo. Una noche, mientras realizaba una función para escolares en el cementerio ruso de Tarnovo, conoció al poeta anarquista Georgi Sheitanov y se enamoraron. Su creciente participación en el activismo anarquista la llevó a descuidar su educación y a repetir el curso escolar. Decidió dejar la escuela y se fue a Ruse, donde se unió a una comuna agrícola fundada allí por anarquistas. Sus padres intentaron alejarla de los anarquistas y que completara su educación, matriculándola en una escuela en Pleven.
Tras el golpe de estado búlgaro de 1923 , estallaron disturbios civiles en todo el país, con un levantamiento popular declarado en Kilifarevo. El padre de Sirakova, excapitán del ejército, encabezó la comisión militar de la aldea y se pronunció en contra del levantamiento. En ese momento, la propia Sirakova fue descubierta albergando a los líderes anarquistas Vasil Popov y Valko Shankov en su apartamento de Pleven. Fue arrestada por la policía, que la torturó y violó, pero nunca confesó nada y fue liberada. En junio de 1924, regresó a Kilifarevo, donde se reunió con Sheitanov y se unió a la Cheta anarcocomunista local, atendiendo a sus heridos y proporcionándoles comida, medicinas y ropa. Fue arrestada por las autoridades locales bajo sospecha de participar en la Cheta, pero fue liberada. Decidió pasar a la clandestinidad para evitar ser detenida por la policía.
Durante la represión que siguió al asalto a la iglesia de Santa Nedelya,  en abril de 1925, el Kilifarevo Cheta se vio obligado a disolverse.  Sirakova y Sheitanov partieron hacia la frontera entre Bulgaria y Turquía,  pero fueron arrestados el 26 de mayo mientras cruzaban la provincia de Sliven.  Junto con su cómplice Mina Vassileva y su hija Maryka, que había albergado a la pareja en Nova Zagora,  fueron subidos a un tren hacia Sofía, con el pretexto de que iban a ser sometidos a juicio.  Pero el 28 de mayo, el tren se detuvo en Belovo.  La policía entregó a los prisioneros a un destacamento de la Organización Revolucionaria Interna de Macedonia (IMRO), comandada por Yonko Vaptsarov,  quien los ejecutó y los enterró en una fosa común, el 2 de junio de 1925.

## Legado
En 1948, tras el establecimiento de la República Popular de Bulgaria , se exhumó la fosa común y se examinaron los cuerpos, descubriendo traumatismos craneales contundentes que indicaban que habían sido asesinados a martillo. Debido a las afiliaciones anarquistas de Sirakova, el gobierno comunista impidió que sus restos fueran trasladados de vuelta a Kilifarevo y, en su lugar, la inhumó de nuevo en una fosa común para antifascistas asesinados en Nova Zagora.  En 1980, el hermano de Sirakova, Georgi Sirakov, escribió un ensayo biográfico sobre ella, su participación en la Cheta y su ejecución.